# 우리별
우리별 위성(KITSAT)은 대한민국에서 최초로 개발하는 인공위성이다. 우리별 위성은 과학기술위성으로 이어졌다.

## 우리별 1호
1992년 8월 11일 유럽의 아리안 4 발사체(V52)를 이용하여 발사되었다.
우리별 위성 프로그램은 카이스트 인공위성연구센터(당시 소장: 최순달 교수)가 영국 서리 대학교(University of surrey)와의 협력 프로그램으로 1989년부터 진행되었고 총 10명의 카이스트 졸업생들이 유학생의 신분으로 우리별 1호의 개발에 참여하였다. 하지만 우리별 1호 개발의 전 과정이 영국에서 진행되었기 때문에 혹자는 '우리별은 남의별'이라는 힐난을 하기도 했다.
1992년 8월 11일 남아메리카 프랑스령 기아나의 쿠루에 위치한 기아나 우주 센터에서 미국의 해양관측위성인 토펙스(TOPEX) 위성의 보조위성으로 프랑스의 보조위성 S80/T와 함께 아리안 V52 발사체에 의해 고도 1,300km, 궤도 경사각 66.042°의 우주궤도상에 올려졌다.
무게 48.6kg, 크기 35.2×35.6×67cm, 설계수명이 3년인 우리별 1호는 축적 및 전송통신실험(Store & forward packet communication), 지구표면 사진촬영 실험(해상도 2km, 400m), 우리말 방송실험, 그리고 우주방사선실험 등을 수행할 수 있는 장치를 탑재하고 있다. 위성관제는 카이스트 인공위성연구센터에서 이뤄졌다.

## 우리별 2호
1993년 9월 26일 유럽의 아리안 4 발사체(V59)를 이용하여 발사되었다.
우리별 2호는, 우리별 1호 개발을 통해 이전받은 기술을 제대로 소화했는지를 확인하기 위한 목적으로 개발되었다. 이를 위해 우리별 2호 개발의 전과정은 국내에서 이뤄졌으며 국내에서 생산된 부품과 부분품, 시험장치를 과감히 채용하게 된다. 실험을 위한 탑재체는 우리별 1호에 탑재된 것과 유사한 통신실험장치, 지구관측용카메라(삼성전자가 생산한 컬러 CCD 사용) 외에 카이스트에서 자체적으로 개발한 적외선 소자 검증장치, 저에너지 입자검출기가 탑재되었다.
우리별 2호의 개발 및 시험과정에는 상당수의 출연연구소와 국내기업이 직간접적으로 참여하게 된다.

## 우리별 3호
1999년 5월 26일 인도 발사체인 PSLV-C2를 이용하여 스리하리코타 발사장에서 발사되었다. 위성의 크기는 495x604x852mm, 무게 110kg로서, 730km 고도의 원형 태양동기궤도를 선회한다. 자세제어방식은 3축 안정화 방식으로 리액션 휠과 자기토커에 의해 제어가 이루어지며, 지향정확도는 0.5도 이내, 최대공급전력은 180W이다. 원격탐사용 15m급 해상도와 3채널의 선형 CCD(change coupled device) 카메라 및 방사능영향측정기, 고에너지입자검출기, 정밀지구자기장측정기, 전자온도측정기 등이 탑재되어 있다.
3축 자세제어, 공통버스 구조, 전개식 태양전지판, X밴드 고속데이터전송장치, 푸쉬브룸타입의 지구관측용 카메라 등 당시 일반적인 지구관측위성에서 사용되고 있던 기술들을 개발, 소형 인공위성에 탑재하여 그 핵심 기술들을 우주에서 검증할 목적으로 개발된 우리별 3호는 카이스트 인공위성연구센터에서 1호와 2호의 개발 경험을 바탕으로 독자적으로 설계한 것으로서 우리나라 최초의 고유 위성모델이라 할 수 있다. 이렇게 개발, 검증된 기술들은 동급 규모의 소형위성에서는 최초의 것일 뿐만 아니라, 1999년 말, 비엔나에서 개최된 UNISPACE III에서는 최고 성능의 소형위성으로 평가된 바 있다.
우리별 3호는 1992년 8월 우리별 1호의 발사와 더불어 카이스트 인공위성연구센터에 설치된 우리별지상국에서 송신하는 각종 명령이나 프로그램에 의해 조정된다. 지상국에서는 또 우리별 3호로부터 수신된 원격검침정보를 통해 위성의 상태를 점검하고, 탑재체로부터 측정된 실험자료를 수신하여 저장, 처리, 관리함으로써 자료를 필요로 하는 연구자들에게 공급하고 있다. 특히 우리별 3호의 카메라가 촬영한 약 15미터급의 멀티스펙트럴 영상은 당시 가장 보편적으로 활용되던 SPOT 위성(멀티스펙트럴 영상의 해상도는 20미터)과 비교하여 손색없는 성능을 자랑하였다.
우리별 3호의 개발을 마지막으로 우리별 위성프로그램은 마무리되고 이후 과학위성 프로그램이라는 이름으로 개편되지만 실질적으로는 동일한 목적을 유지하고 있다. 우리별 3호 개발이 완료된 1999년 말, 카이스트는 인공위성연구센터를 교수와 학생중심의 연구센터로 그 규모를 대폭 축소하기로 결정하게 된다. 이로 인해 당시 연구진들은 대학과 연구소, 기업으로 흩어지게 되는데 상당수의 인원들이 위성수출을 위한 벤처기업을 설립하게 된다. 그때 설립된 회사가 (주)쎄트렉아이다.